# Abell 2199
Abell 2199 es un cúmulo de galaxias en el catálogo de Abell con su galaxia más brillante NGC 6166, una galaxia cD. Abell 2199 tiene la definición de I Bautz-Morgan que se agrupan debido a NGC 6166.
- Datos: Q2821545